# Polypodium sparsiflorum
Polypodium sparsiflorum là một loài dương xỉ trong họ Polypodiaceae. Loài này được Hochst. mô tả khoa học đầu tiên..
Danh pháp khoa học của loài này chưa được làm sáng tỏ. 